# Ганкок (селище, Нью-Йорк)
Ганкок (англ. Hancock) — селище (англ. village) в США, в окрузі Делавер штату Нью-Йорк. Населення — 908 осіб (2020).

## Географія
Ганкок розташований за координатами 41°57′9″ пн. ш. 75°17′0″ зх. д. / 41.95250° пн. ш. 75.28333° зх. д. (41.952526, -75.283402).  За даними Бюро перепису населення США в 2010 році селище мало площу 4,25 км², з яких 3,89 км² — суходіл та 0,36 км² — водойми.

## Демографія
Згідно з переписом 2010 року, у селищі мешкала 1031 особа в 468 домогосподарствах у складі 275 родин. Густота населення становила 242 особи/км².  Було 630 помешкань (148/км²).
Расовий склад населення:
| - 95,2 % — білих - 0,9 % — чорних або афроамериканців - 0,8 % — азіатів - 0,6 % — корінних американців |

До двох чи більше рас належало 1,8 %. Частка іспаномовних становила 5,3 % від усіх жителів.
За віковим діапазоном населення розподілялося таким чином: 20,3 % — особи молодші 18 років, 58,2 % — особи у віці 18—64 років, 21,5 % — особи у віці 65 років та старші. Медіана віку мешканця становила 46,5 року. На 100 осіб жіночої статі у селищі припадало 97,5 чоловіків;  на 100 жінок у віці від 18 років та старших — 93,4 чоловіків також старших 18 років.
Середній дохід на одне домашнє господарство  становив 35 658 доларів США (медіана — 28 333), а середній дохід на одну сім'ю — 45 597 доларів (медіана — 38 333). Медіана доходів становила 36 071 долар для чоловіків та 32 125 доларів для жінок. За межею бідності перебувало 16,6 % осіб, у тому числі 23,3 % дітей у віці до 18 років та 5,6 % осіб у віці 65 років та старших.
Цивільне працевлаштоване населення становило 372 особи. Основні галузі зайнятості: мистецтво, розваги та відпочинок — 21,8 %, роздрібна торгівля — 21,0 %, освіта, охорона здоров'я та соціальна допомога — 18,8 %.